# Tom Spencer
Tom Spencer (ur. 10 kwietnia 1948 w Nottingham, zm. 4 maja 2023) – brytyjski polityk i nauczyciel akademicki, poseł do Parlamentu Europejskiego I, III i IV kadencji.

## Życiorys
Kształcił się w Pangbourne College, następnie studiował rachunkowość i handel na University of Southampton. W pierwszej połowie lat 70. był przewodniczącym stowarzyszenia European Democrat Students. Pracował w prywatnych przedsiębiorstwach i jako nauczyciel akademicki. Był m.in. prodziekanem Templeton College w ramach Uniwersytetu Oksfordzkiego. W latach 1987–1989 zajmował stanowisko dyrektora wykonawczego w think tanku European Centre for Public Affairs.
Działacz Partii Konserwatywnej. W latach 1979–1984 i ponownie od 1989 do 1999 przez trzy kadencje sprawował mandat posła do Parlamentu Europejskiego. Był m.in. przewodniczącym Komisji ds. Zagranicznych, Bezpieczeństwa i Polityki Obronnej. Po 1999 powrócił na funkcję CEO w EPACA, pełniąc ją do 2011. Zajął się pracą w zawodzie wykładowcy na brytyjskich uniwersytetach, zajmował różne stanowiska w organizacjach pozarządowych.
W latach 70. zawarł związek małżeński, z którego miał dwie córki. W 1999 zapowiedział rezygnację z ubiegania się o reelekcję w wyborach europejskich. Nastąpiło to po znalezieniu na lotnisku w jego bagażu dwóch skrętów z marihuaną i gejowskiej pornografii. Jednocześnie Tom Spencer dokonał coming outu jako homoseksualista (spotykał się z aktorem pornograficznym Cole'em Tuckerem). Jego żona potwierdziła, że wiedziała o orientacji seksualnej męża.